# Гар'явалта
Га́р’явалта (фін. Harjavalta)  — місто в провінції Сатакунта, Західна Фінляндія. Площа 127,74 км², 4,28 км²  — водяне дзеркало, населення  — 7,494 осіб (2014), щільність  — 60,7 осіб/км².

## Географія
Розташоване на трасі № 2 Гельсінкі  — Порі, за 30 км від Порі. Крізь місто тече річка Кокемяенйокі.

## Історія
Вперше у писемних джерелах згадується в XV ст. Засноване в 1869 році.  Статус міста отримало в 1977 році.